# Nudersdorf
Nudersdorf is een plaats en voormalige gemeente in de Duitse gemeente Lutherstadt Wittenberg, deelstaat Saksen-Anhalt, en telt 1.078 inwoners (2005).